# Al Rossi
Al Rossi est un rameur américain né le 20 juin 1931 à Bessemer dans le Michigan.

## Carrière
Al Rossi dispute l'épreuve de quatre barré aux côtés de Carl Lovsted, Al Ulbrickson, Richard Wahlström et Matt Leanderson aux Jeux olympiques d'été de 1952 d'Helsinki et remporte la médaille de bronze.